# Ngawangthondup Narkyid
Ngawangthondup Narkyid aussi écrit Ngawang Thondup Narkyid né à Tsetang, dans le Dagpo au Tibet le 6 septembre 1931, mort à New Delhi le 13 février 2017, est un politicien, écrivain et universitaire tibétain. 

## Biographie
Ngawang Thondup Narkyid est né en 1931 à Tsetang, au Tibet.
Entre 1942 et 1948, il suit une formation scolaire à Lhassa à l'école supérieure (Tsé Lobdra) du Potala, et en sort diplômé. Il est alors nommé membre du secrétariat du Gouvernement tibétain.
Entre 1952 et 1957, il étudie à l'école de minorités de Pékin, où il enseigne aussi le tibétain, et participe à la traduction en tibétain de la constitution de la République populaire de Chine.
Entre 1957 et 1958, il est élu membre du comité gouvernemental des réformes au Tibet.
En 1958, il est maire de Lhassa. 
En 1959, il est impliqué dans le soulèvement tibétain le 10 mars au Norbulingka.
En 1959, il rejoint le gouvernement tibétain en exil, et il est nommé membre du ministère des Affaires étrangères. Il a travaillé sur des documents chinois, et a traduit (avec Taring Dzasak) la déclaration universelle des droits de l'homme en tibétain. Depuis 1960, il a été secrétaire général de la première assemblée du parlement tibétain en exil pendant 2 ans, et secretaire général du ministère des Affaires étrangères pendant 8 ans.
Durant cette période, il travaille avec le ministre des Affaires étrangères Liushar Thubten Tharpa et son assistant, Rinchen Sandutsang, sur la Constitution du Tibet.
En 1971, il assiste Tsepon W. D. Shakabpa dans la compilation de son ouvrage Political History of Tibet (en tibétain).
De 1979 à 1980, il obtient un MA en linguistique et anthropologie à l'université de l'Ouest du Michigan. Entre 1976 et 1978, il y suit une formation intensive en anglais. En 2009, il reçoit un doctorat honoraire de cette même université.
Entre 1984 et 2004, il est le biographe officiel du 14e dalaï-lama, et depuis 2005, il est consultant pour le tibétain et la littérature tibétaine du bureau du dalaï-lama.
Ngawang Thondup Narkyid fut étudiant de Gedun Choephel. Il a écrit de nombreux livres et articles sur la langue et la culture tibétaines, dont un sur la théorie de Gedun Choephel sur l'origine de l'écriture tibétaine. Il réside à Dharamsala.
Il est professeur à l'université de l'Ouest du Michigan et à l'université de Tokyo.

## Articles
- Narkyid, N. 1982, "In defence of Amdo Gendun Chomphel's theory on the origin of the Tibetan script", in Tibet Journal, vol. 7, no. 3
- Narkyid, N. 1985, "The origin of the Tibetan script", in Contributions on Tibetan language, history and culture. Proceedings of the Csoma de Koros symposium held at Velm-Vienna, Austria, 13-19 September 1981, vol.1, ed. E. Steinkellner and H. Tauscher, p. 207-220.
- Narkyid, N. 1992, "A proposal: refinement of the Tibetan language and standardization of its writing system", in Tibetan studies: proceedings of the 5th seminar of the International Association, ed. S. Ihara and Z. Yamaguchi, p. 615-631. Naritasan Shinshoj
- Narkyid, N.T. 1979, "Gender markers in Tibetan morphology", in Tibetan studies in honour of Hugh Richardson: proceedings of the International Seminar on Tibetan Studies, Oxford, 1979. Forest Grove, OR, ed. M. Aris and A.S.S. Kyi, p. 209-218.